# Claes Crona
Claes-Göran Crona, född 11 mars 1940 i Stockholm, är en svensk jazzpianist känd från ett stort antal inspelningar med olika musiker.
På 60-tallet hade han en egen trio med Jan Allan och Lars Gullin, med bas på Nalen i Stockholm, som blant annat turnerade med Benny Bailey. Efter ett par år i Sydafrika från 1965 resulterade i  femton EP-plattor och turné med Petula Clark, medan 70-talets vistelse i New York City ledde tilli kontakter med Lee Konitz och Red Mitchell.
Samarbetet med Putte Wickman från 1977 resulterade i många skivutgivningar, bland annat från deras Carnegie Hall-debut år 2000. Omkring 1980 turnerade han i Europa med Benny Goodman, danskarna Mads Vinding och Svend Asmussen og belgiaren Philip Catherine. 1984 medverkade han på Zoot Sims' sista album "It had to be you". Sedan bodde han i Marbella från 1986 til 1997, där han 1996 spilade med Webe Karlsen (född 1953) på jazzfestivalen i Málaga.
Sedan 1999 har han givit ut flera skivor med egen trio, från 2007 på sitt eget skivbolag Crown Jewels.
2013 turnerade Crona med sin trio som kompband till projektet "Jazz Vocal Unit",  den vokala kvartetten med Viktoria Tolstoy, Svante Thuresson, Vivian Buczek och Peter Asplund. Projektet finns representerad på en CD utgiven på Cronas eget skivbolag.

## Utmärkelser
1984 - Fonogram-priset för skivan "Double play" tillsammans med Putte Wickman

## Diskografi
- 1983 – Putte Wickman och  Claes Crona, "Double play".
- 1985 – Harry Edison och Claes Crona, “Meeting in Stockholm” (Beaver Records)
- 1988 – Claes Crona och Niels-Henning Ørsted Pedersen, “With a Little Help from My Friend(s)”  (Skivbolaget)
- 1999 – Claes Crona Trio, “Crown Jewels” (Dragon)
- 2000 – Claes Crona Trio med Jan Allan, “Winter Wonderland”  (Dragon, 2000)
- 2002 – Svante Thuresson och Katrine Madsen med Claes Crona Trio, "Live in Stockholm" (Music Mecca)
- 2003 – Claes Crona Trio, "Didima” (Dragon)
- 2007 – Claes Crona Trio, “A Tribute to "Putte Wickman” (Crown Records)[3]
- 2008 – Claes Crona Trio, “Three Tenors” (Crown Records). Med Jörgen Smeby bas, Pétur Östlund trummor, Jonas Kullhammar tenorsax, Hector Bingert tenorsax och klarinett, samt Nisse Sandström tenorsax.[4][5]
- 2011 – Claes Crona Trio, “American Standards” (Crown Records). Med Hans Backenroth bass, Johan Löfcrantz Ramsay trummor, och Toots Thielemans munspel.[6] [7]